# Феда (муниципалитет)
Феда — бывший муниципалитет в старом графстве Вест-Агдер, Норвегия. Площадь 66-квадратных километров (25 кв. миль). Муниципалитет просуществовал с 1900 года до его роспуска в 1963 году. Административным центром была деревня Феда, где расположена церковь Феда. Феда охватывал крайнюю южную оконечность современного муниципалитета Квинесдал на территории нынешнего графства Агдер. Он окружал обе стороны протянувшегося на 13-километров (8,1 миль) Феда-фьорда и окружающие его долины.

## История
Муниципалитет Феда был создан 1 января 1900 года, когда старый муниципалитет Квинесдал был разделён на два отдельных муниципалитета: Феда (население: 1090 человек) и Ликнес (население: 2937 человек). В течение 1960-х годов в Норвегии произошло много муниципальных слияний благодаря работе комитета Шей. 1 января 1963 года муниципалитет Феда был распущен, и он был объединён с муниципалитетом Квинесдал (в 1917 году Ликнес был переименован в Квинесдал) и Фьотландом, чтобы создать новый, более крупный муниципалитет Квинесдал. До слияния в Феде проживало 576 человек.

## Имя
Муниципалитет (первоначально приход) назван в честь старой фермы «Феде». Название фермы происходит от названия реки Федаэльва, которая впадает в Федафьорд возле фермы.

## Правительство
Все муниципалитеты в Норвегии, включая Феда, несут ответственность за начальное образование (до 10-го класса), амбулаторное медицинское обслуживание, услуги для пожилых людей, борьбу с безработицей и другие социальные услуги, зонирование, экономическое развитие и муниципальные дороги. Муниципалитетом управлял муниципальный совет, состоящий из выборных представителей, который, в свою очередь, избирал мэра.
Муниципальный совет (норв. Herredsstyre) Феды состоял из представителей, которые избирались на четырёхлетний срок.